# (44103) Aldana
(44103) Aldana es un asteroide perteneciente al cinturón de asteroides descubierto el 4 de abril de 1998 por Ricard Casas desde el Observatorio del Teide, Santa Cruz de Tenerife (Canarias), España.

## Designación y nombre
Designado provisionalmente como 1998 GE1. Fue nombrado en honor a Fernando Aldana Mayor (n. 1944) quien jugó un papel destacado en el desarrollo de la astrofísica en Canarias y en la promoción de la construcción del Gran Telescopio  Canarias de 10 metros.

## Características orbitales
Aldana está situado a una distancia media del Sol de 2,298 ua, pudiendo alejarse hasta 2,501 ua y acercarse hasta 2,096 ua. Su excentricidad es 0,088 y la inclinación orbital 7,113 grados. Emplea 1272,64 días en completar una órbita alrededor del Sol.

## Características físicas
La magnitud absoluta de Aldana es 15,07. 